# Rally Acrópolis
El Rally Acrópolis, o Rally de Grecia (en griego: Ράλλυ Ακρόπολις, oficialmente Acropolis Rally of Greece), es una prueba de rally que se disputa anualmente en Grecia desde 1951. Se desarrolla en caminos montañosos de roca en y en las condiciones atmosféricas habituales durante la competición, se levanta mucho polvo en los caminos y las temperaturas son elevadas, circunstancias ambas características de esta carrera realizada en verano en Atenas. El rally es conocido por ser muy duro para los competidores y sus vehículos.
En su etapa mundialista, el máximo ganador en el Rally Acrópolis es Colin McRae, con cinco triunfos. Cuatro pilotos lo siguen con tres victorias cada uno: Walter Röhrl, Miki Biasion, Carlos Sainz y Sébastien Loeb.

## Características

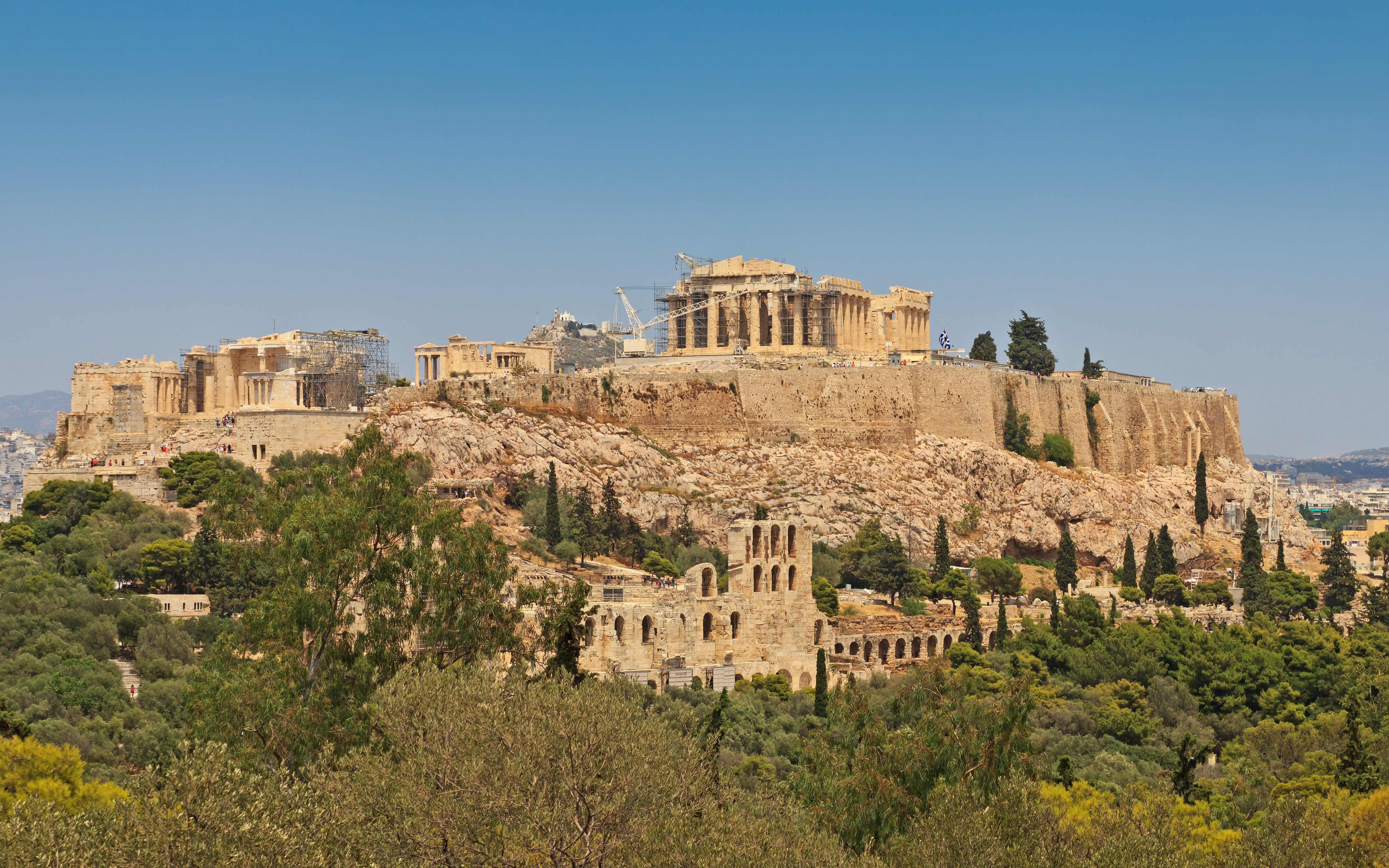
La prueba toma nombre de la Acrópolis de Atenas.

El rally se ha desarrollado más de 51 años por la Unión Griega del Automóvil (ELPA), haciéndolo uno de los rallys que aún se celebran más antiguos. Muchos pilotos de rally han participado en este evento incluyendo a: Walter Röhrl, Björn Waldegård, Ari Vatanen, Stig Blomqvist, Juha Kankkunen y Carlos Sainz, entre otros.
Debido a la naturaleza del rally, con una combinación de tramos de montaña serpenteantes y empedrados en condiciones de mucho polvo y calor, se considera uno de los más duros en el circuito mundial de la especialidad. No es de extrañar que muchos pilotos (privados en su mayoría) abandonen dicha prueba sin poder incluso reengancharse. Incluso se pueden ver partes de los coches desperdigadas por los tramos debido a su extrema dureza. Los vehículos utilizados en la carrera deben acondicionarse para las etapas que enfrentan terreno rocoso y altas velocidades. Los conductores y navegantes enfrentan temperaturas de hasta 50°C dentro de la cabina. Es una de las pruebas más duras del calendario donde muchos pilotos afirman que aquí lo importante es acabar como se pueda.
En 2005, se introdujo una nueva etapa súper especial en el Estadio Olímpico de Atenas. Dicha edición obtuvo la distinción de "Rally del Año".
En 2013 el rally perdió la puntuabilidad por lo que no estuvo presente en el calendario del mundial en 2014 y vuelve a ser puntuable para el Campeonato de Europa de Rally.
En 2018 se anunció la desaparición de la prueba tras varios años con problemas económicos y la falta de apoyo institucional.

## Palmarés
| Año               | Edición                                    | Piloto                               | Copiloto                             | Vehículo                             | Series                               |
| ----------------- | ------------------------------------------ | ------------------------------------ | ------------------------------------ | ------------------------------------ | ------------------------------------ |
| 1951              | ELPA Rally                                 | Petros Peratikos                     | Bandera de Grecia                    | Fiat 1400                            |                                      |
| 1952              | ELPA Rally                                 | Johnny Pesmatzoglou                  | Níkos Papamichail                    | Chevrolet                            |                                      |
| 1953              | 1º Acropolis Rally                         | Nikos Papamichail                    | Spiros Dimitrakos                    | Jaguar Xk 120                        |                                      |
| 1954              | 2º Acropolis Rally                         | Pétros Papadópoulos                  | Spiros Dimitrakos                    | Opel Record                          |                                      |
| 1955              | 3º Acropolis Rally                         | Johnny Pesmatzoglou                  | M. Papandreou                        | Opel Kapitan                         |                                      |
| 1956              | 4º Acropolis Rally                         | Walter Schock                        | Rolf Moll                            | Mercedes 300 SL                      | ERC                                  |
| 1957              | 5º Acropolis Rally                         | Jean-Pierre Estager                  | Lucille Estager                      | Ferrari 250 Gt                       | ERC                                  |
| 1958              | 6º Acropolis Rally                         | Luigi Villoresi                      | Ciro Basadonna                       | Lancia Aurelia Gt                    | ERC                                  |
| 1959              | 7º Acropolis Rally                         | Wolfgang Levy                        | Hans Wenscher                        | Auto Union 1000                      | ERC                                  |
| 1960              | 8º Acropolis Rally                         | Walter Schock                        | Rolf Moll                            | Mercedes 220 SE                      | ERC                                  |
| 1961              | 9º Acropolis Rally                         | Erik Carlsson                        | Walter Karlsson                      | Saab 96                              | ERC                                  |
| 1962              | 10.º Acropolis Rally                       | Eugen Böhringer                      | Peter Lang                           | Mercedes 200 SEd                     | ERC                                  |
| 1963              | 11º Acropolis Rally                        | Eugen Böhringer                      | Rolf Knoll                           | Mercedes 300 SE                      | ERC                                  |
| 1964              | 12º Acropolis Rally                        | Tom Trana                            | Gunnar Thermaenius                   | Volvo PV 544                         | ERC                                  |
| 1965              | 13º Acropolis Rally                        | Carl-Magnus Skogh                    | Lennart Berggren                     | Volvo 122 Amazon                     | ERC                                  |
| 1966              | 14º Acropolis Rally                        | Bengt Söderstrom                     | Gunnar Palm                          | Lotus Cortina                        | ERC                                  |
| 1967              | 15º Acropolis Rally                        | Paddy Hopkirk                        | Ron Grellin                          | Mini Cooper                          | ERC                                  |
| 1968              | 16º Acropolis Rally                        | Roger Clark                          | Jim Porter                           | Ford Escort Twin-Cam                 | ERC                                  |
| 1969              | 17º Acropolis Rally                        | Pauli Toivonen                       | Martti Colari                        | Porsche 911 S                        | ERC                                  |
| 1970              | 18º Acropolis Rally                        | Jean-Luc Thérier                     | Marcel Callewaert                    | Alpine-Renault A110 1600             | CIM                                  |
| 1971              | 19º Acropolis Rally                        | Ove Andersson                        | Arne Hertz                           | Alpine-Renault A110 1600             | CIM                                  |
| 1972              | 20º Acropolis Rally                        | Håkan Lindberg                       | Helmut Eisendle                      | Fiat 124 Sport Spider                | CIM                                  |
| 1973              | 21.er Acropolis Rally                      | Jean-Luc Thérier                     | Christian Delferrier                 | Alpine-Renault A110 1800             | WRC                                  |
| 1974              | Cancelado por la crisis del petróleo       | Cancelado por la crisis del petróleo | Cancelado por la crisis del petróleo | Cancelado por la crisis del petróleo | Cancelado por la crisis del petróleo |
| 1975              | 22º Acropolis Rally                        | Walter Röhrl                         | Jochen Berger                        | Opel Ascona                          | WRC                                  |
| 1976              | 23.er Acropolis Rally                      | Harry Källström                      | Claes-Göran Andersson                | Datsun 160J                          | WRC                                  |
| 1977              | 24º Acropolis Rally                        | Björn Waldegård                      | Hans Thorszelius                     | Ford Escort RS1800                   | WRC                                  |
| 1978              | 25º Acropolis Rally                        | Walter Röhrl                         | Christian Geistdörfer                | Fiat 131 Abarth                      | WRC                                  |
| 1979              | 26º Acropolis Rally                        | Björn Waldegård                      | Hans Thorszelius                     | Ford Escort RS1800                   | WRC                                  |
| 1980              | 27º Acropolis Rally                        | Ari Vatanen                          | David Richards                       | Ford Escort RS1800                   | WRC                                  |
| 1981              | 28º Acropolis Rally                        | Ari Vatanen                          | David Richards                       | Ford Escort RS1800                   | WRC                                  |
| 1982              | 29º Acropolis Rally                        | Michèle Mouton                       | Fabrizia Pons                        | Audi Quattro                         | WRC                                  |
| 1983              | 30.º Acropolis Rally                       | Walter Röhrl                         | Christian Geistdörfer                | Lancia Rally 037                     | WRC                                  |
| 1984              | 31.er Acropolis Rally                      | Stig Blomqvist                       | Björn Cederberg                      | Audi Quattro A2                      | WRC                                  |
| 1985              | 32.º Acropolis Rally                       | Timo Salonen                         | Seppo Harjanne                       | Peugeot 205 Turbo 16 E2              | WRC                                  |
| 1986              | 33º Acropolis Rally                        | Juha Kankkunen                       | Juha Piironen                        | Peugeot 205 Turbo 16 E2              | WRC                                  |
| 1987              | 34º Acropolis Rally                        | Markku Alén                          | Ilkka Kivimäki                       | Lancia Delta HF 4WD                  | WRC                                  |
| 1988              | 35º Acropolis Rally                        | Miki Biasion                         | Tiziano Siviero                      | Lancia Delta Integrale               | WRC                                  |
| 1989              | 36º Acropolis Rally                        | Miki Biasion                         | Tiziano Siviero                      | Lancia Delta Integrale               | WRC                                  |
| 1990              | 37.º Acropolis Rally                       | Carlos Sainz                         | Luis Moya                            | Toyota Celica GT-Four                | WRC                                  |
| 1991              | 38.º Acropolis Rally                       | Juha Kankkunen                       | Juha Piironen                        | Lancia Delta Integrale 16V           | WRC                                  |
| 1992              | 39.º Acropolis Rally                       | Didier Auriol                        | Bernard Occelli                      | Lancia Delta Integrale               | WRC                                  |
| 1993              | 40.º Acropolis Rally                       | Miki Biasion                         | Tiziano Siviero                      | Ford Escort RS Cosworth              | WRC                                  |
| 1994              | 41.er Acropolis Rally of Greece            | Carlos Sainz                         | Luis Moya                            | Subaru Impreza 555                   | WRC                                  |
| 1995              | 42.º Acropolis Rally of Greece             | Aris Vovos                           | Kóstas Stefanis                      | Lancia Delta HF Integrale            | C2L                                  |
| 1996              | 43.er Acropolis Rally of Greece            | Colin McRae                          | Derek Ringer                         | Subaru Impreza 555                   | WRC                                  |
| 1997              | 44.º Acropolis Rally of Greece             | Carlos Sainz                         | Luis Moya                            | Ford Escort WRC                      | WRC                                  |
| 1998              | 45.º Acropolis Rally of Greece             | Colin McRae                          | Nicky Grist                          | Subaru Impreza WRC                   | WRC                                  |
| 1999              | 46.º Acropolis Rally of Greece             | Richard Burns                        | Robert Reid                          | Subaru Impreza WRC                   | WRC                                  |
| 2000              | 47.º Acropolis Rally                       | Colin McRae                          | Nicky Grist                          | Ford Focus WRC                       | WRC                                  |
| 2001              | 48.º Acropolis Rally                       | Colin McRae                          | Nicky Grist                          | Ford Focus WRC                       | WRC                                  |
| 2002              | 49.º Acropolis Rally                       | Colin McRae                          | Nicky Grist                          | Ford Focus WRC                       | WRC                                  |
| 2003              | 50.º Acropolis Rally                       | Markko Märtin                        | Michael Park                         | Ford Focus WRC                       | WRC                                  |
| 2004              | 51.er Acropolis Rally                      | Petter Solberg                       | Phil Mills                           | Subaru Impreza WRC                   | WRC                                  |
| 2005              | 52.º Acropolis Rally                       | Sébastien Loeb                       | Daniel Elena                         | Citroën Xsara WRC                    | WRC                                  |
| 2006              | 53.º BP Ultimate Acropolis Rally of Greece | Marcus Grönholm                      | Timo Rautiainen                      | Ford Focus RS WRC 06                 | WRC                                  |
| 2007              | 54.º BP Ultimate Acropolis Rally of Greece | Marcus Grönholm                      | Timo Rautiainen                      | Ford Focus RS WRC 06                 | WRC                                  |
| 2008              | 55.º BP Ultimate Acropolis Rally of Greece | Sébastien Loeb                       | Daniel Elena                         | Citroën C4 WRC                       | WRC                                  |
| 2009              | 56.º Acropolis Rally of Greece             | Mikko Hirvonen                       | Jarmo Lehtinen                       | Ford Focus RS WRC 09                 | WRC                                  |
| 2011              | 57.º Acropolis Rally of Greece             | Sebastien Ogier                      | Julian Ingrassia                     | Citroën DS3 WRC                      | WRC                                  |
| 2012              | 58.º Acropolis Rally of Greece             | Sebastien Loeb                       | Daniel Elena                         | Citroën DS3 WRC                      | WRC                                  |
| 2013              | 59.º Acropolis Rally of Greece             | Jari-Matti Latvala                   | Miikka Anttila                       | Volkswagen Polo R WRC                | WRC                                  |
| 2014              | 60.º Acropolis Rally                       | Craig Breen                          | Scott Martin                         | Peugeot 208 T16                      | ERC                                  |
| 2015              | 61.er Seajets Acropolis Rally              | Kajetan Kajetanowicz                 | Jaroslaw Baran                       | Ford Fiesta R5                       | ERC                                  |
| 2016              | 62.º Seajets Acropolis Rally               | Ralfs Sirmacis                       | Arturs Simins                        | Škoda Fabia R5                       | ERC                                  |
| 2017              | 63.º Seajets Acropolis Rally               | Kajetan Kajetanowicz                 | Jaroslaw Baran                       | Ford Fiesta R5                       | ERC                                  |
| 2018              | 64.º EKO Acropolis Rally                   | Bruno Magalhães                      | Hugo Magalhães                       | Škoda Fabia R5                       | ERC                                  |
| 2019-2020         | No se celebró                              | No se celebró                        | No se celebró                        | No se celebró                        | No se celebró                        |
| 2021              | 65.º EKO Acropolis Rally of Gods           | Kalle Rovanperä                      | Jonne Halttunen                      | Toyota Yaris WRC                     | WRC                                  |
| 2022              | 66.º EKO Acropolis Rally Greece            | Thierry Neuville                     | Martijn Wydaeghe                     | Hyundai i20 N Rally1                 | WRC                                  |
| 2023              | 67.º EKO Acropolis Rally of Gods           | Kalle Rovanperä                      | Jonne Halttunen                      | Toyota GR Yaris Rally1               | WRC                                  |
| 2024              | 68.º EKO Acropolis Rally of Gods           | Thierry Neuville                     | Martijn Wydaeghe                     | Hyundai i20 N Rally1                 | WRC                                  |
| 2025              | 69.º EKO Acropolis Rally of Gods           | Ott Tänak                            | Martin Järveoja                      | Hyundai i20 N Rally1                 | WRC                                  |
| [ 3 ] [ 4 ] [ 5 ] |                                            |                                      |                                      |                                      |                                      |

## Vencedores
| # | Piloto         | Victorias | Años                         |
| - | -------------- | --------- | ---------------------------- |
| 1 | Colin McRae    | 5         | 1996, 1998, 2000, 2001, 2002 |
| 2 | Miki Biasion   | 3         | 1988, 1989, 1993             |
| 2 | Carlos Sainz   | 3         | 1990, 1994, 1997             |
| 2 | Walter Röhrl   | 3         | 1975, 1978, 1983             |
| 2 | Sébastien Loeb | 3         | 2005, 2008, 2012             |